# Gymnodamaeus mongolicus
Gymnodamaeus mongolicus är en kvalsterart som först beskrevs av Bayartogtokh och H. Weigmann 2005.  Gymnodamaeus mongolicus ingår i släktet Gymnodamaeus och familjen Gymnodamaeidae. Inga underarter finns listade i Catalogue of Life.